# Вишегор (станція)
Вишегор (рос. Вышегор) — станція та населений пункт Сафоновського району Смоленської області Росії. Входить до складу Вишегорського сільського поселення.
Населення — 12 осіб (2007 рік).